# Кожановидный нетопырь
Кожановидный нетопырь (лат. Hypsugo savii) — вид летучих мышей из рода кожановидные нетопыри (лат. Hypsugo). Видовое латинское название дано в честь итальянского зоолога Паоло Сави (1798—1871).

## Ареал
Широко распространён в Палеарктике: в Южной Европе, Северной Африке, на Кавказе и Ближнем Востоке, в Средней Азии и северной Индии. Встречается на высотах до 3000 метров над уровнем моря.
На Канарских островах является самым распространённым видом летучих мышей.

## Охранный статус
В «Красном списке угрожаемых видов» кожановидному нетопырю присвоен статус наименьшей угрозы LC (англ. Least Concern). Также вид находится под охраной в рамках Боннской конвенции на территории европейских государств, ратифицировавших EUROBATS и перечислен в списках Директивы 92/43/ЕЭС «Об охране естественных мест обитания и дикой фауны». Занесён в Красную книгу Украины.